# Courtes
Courtes település Franciaországban, Ain megyében. Lakosainak száma 293 fő (2022. január 1.). Courtes Curciat-Dongalon, Mantenay-Montlin, Saint-Nizier-le-Bouchoux, Saint-Trivier-de-Courtes és Vernoux községekkel határos.

## Népesség
A település népességének változása:
| Lakosok száma | 254  | 199  | 194  | 240  | 282  | 301  | 313  | 305  | 301  | 293  |
|               | 1968 | 1982 | 1990 | 2006 | 2013 | 2015 | 2017 | 2019 | 2020 | 2022 |